# Hervé de Buzançais
Hervé de Buzançais né à une date inconnue au Xe siècle et mort en 1022 à Tours, est un chanoine.
Il a surtout laissé des traces dans l'histoire locale pour avoir, comme trésorier de la basilique Saint-Martin de Tours, été à l'origine de la construction d'églises et de monastères ainsi que de la fondation de congrégations religieuses à Tours et dans ses environs.

## Biographie
Né à une date inconnue mais cité à partir de 970, Hervé est le fils de Sulpice Ier de Buzançais dit « Mille Boucliers », les de Buzançais étant une riche famille du Berry. Il s'engage dans la vie monastique à l'abbaye de Fleury à Saint-Benoît-sur-Loire alors dirigée par Abbon de Fleury.
Le 24 juin 994 ou 997 selon les sources, à Tours, un violent incendie détruit la basilique Saint-Martin ainsi que le bourg construit autour d'elle et une vingtaine d'églises de ce secteur. Vers 1001, à la demande de son père qui s'oppose à son engagement monastique, Hervé est nommé trésorier de Saint-Martin par le roi Robert II le Pieux, selon la chronique de Raoul Glaber. Il met alors à profit les richesses du chapitre de Saint-Martin abondées par de nombreux dons comme celui d'Adélaïde, veuve de l'empereur Otton Ier, mais aussi sa fortune personnelle, pour réparer les dégâts de l'incendie. En 1002, il fonde l'abbaye Notre-Dame de Beaumont-lès-Tours pour y reloger les religieuses dont le couvent bénédictin fait partie des bâtiments incendiés à la fin du siècle précédent. Vers la même époque, peut-être l'année suivante, il entame la reconstruction de la basilique Saint-Martin sur un plan plus large et en style roman ; elle est consacrée en 1014, peut-être avant la fin des travaux.
Toujours au début du XIe siècle, Hervé fonde à l'ouest de Tours, là où les chanoines de Saint-Martin possèdent une pêcherie, les premiers bâtiments d'un monastère autour d'une petite église, futur prieuré Saint-Cosme de Tours où il vient faire retraite quand il abandonne la charge de trésorier, peut-être en 1014. Cette dernière est reprise par son neveu Sulpice d'Amboise.
Mort en 1022 alors qu'il réside de nouveau à Tours depuis 1018, il est inhumé dans la basilique Saint-Martin, probablement dans une travée de la nef proche du chœur.

Constructions à l'initiative d'Hervé de Buzançais.
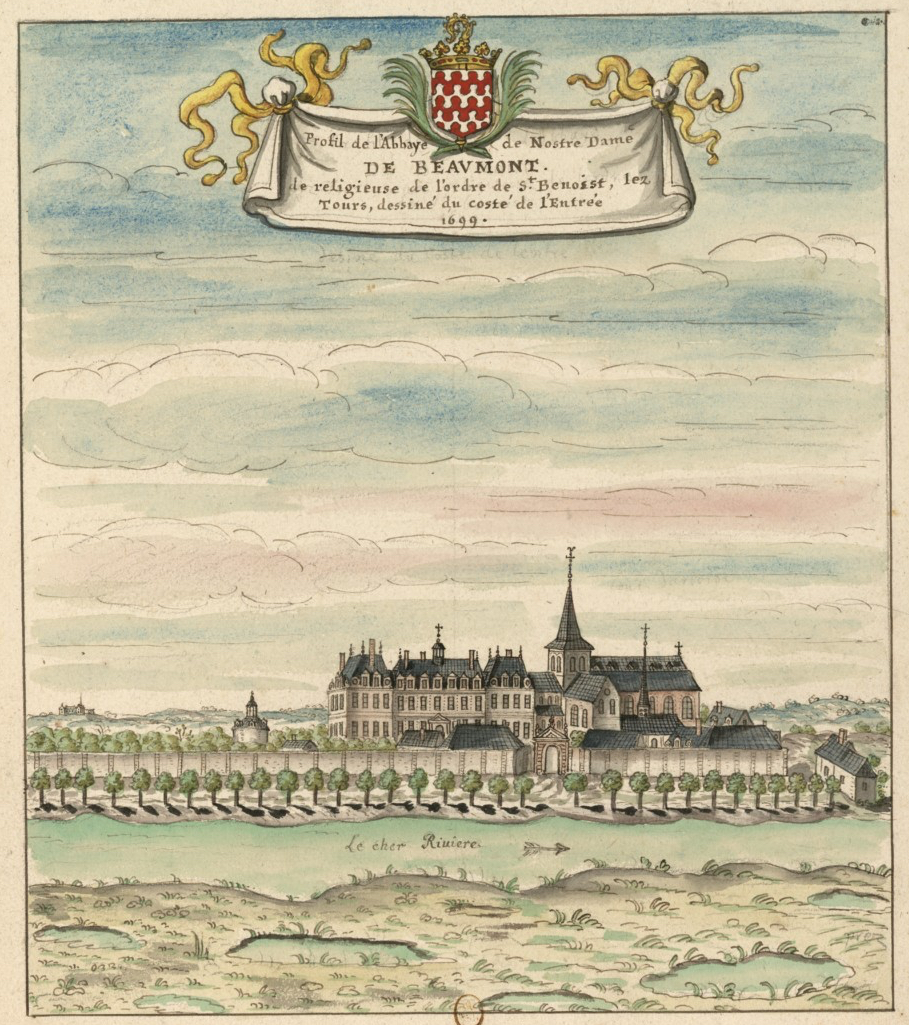
Abbaye Notre-Dame de Beaumont-lès-Tours (vue de la collection Gaignières, 1699).
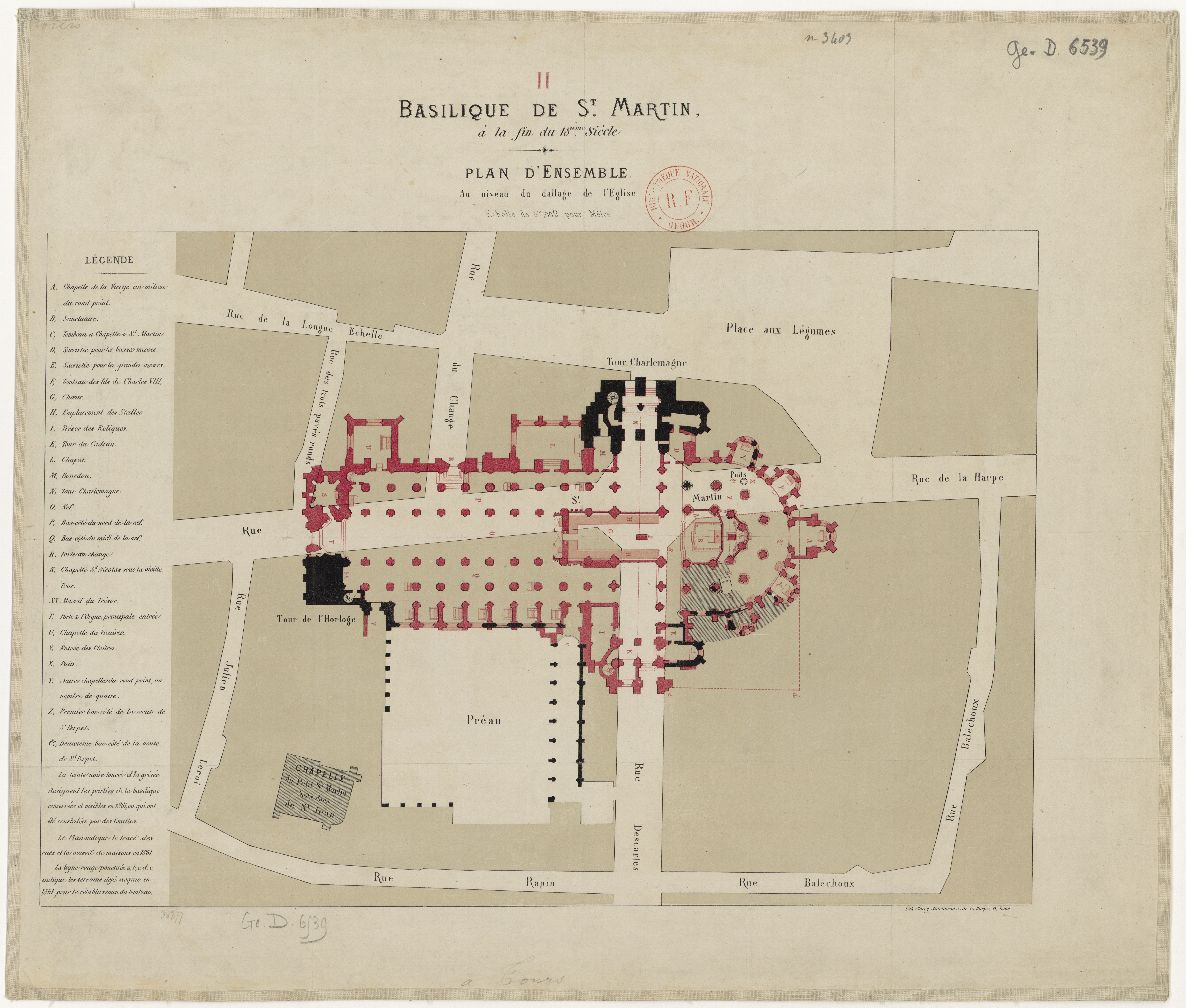
Basilique Saint-Martin (après remaniements gothiques et ultérieurs).
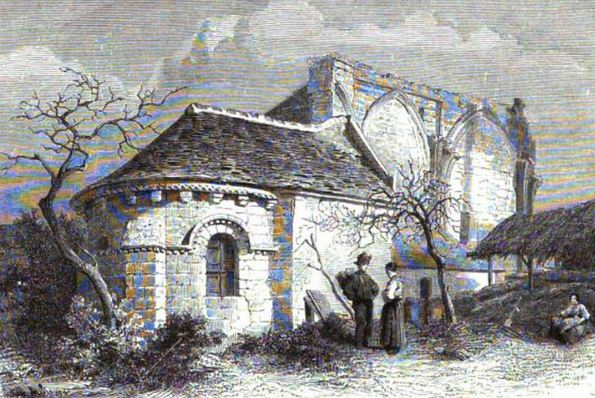
Prieuré Saint-Cosme de Tours (dessin de 1689).